# Port-Maurice
Port-Maurice, en italien Porto Maurizio, est, avec Oneille, une des deux communes italiennes qui ont été unies en 1923 pour former la commune d'Imperia (Ligurie), chef-lieu de la province homonyme. Port-Maurice est aujourd'hui un rione d'Imperia.
Son nom fait référence à saint Maurice d'Agaune.

## Histoire
Au Moyen Âge, l'histoire de Port-Maurice est liée à celle de la république de Gênes (1005-1797). 
À l'époque napoléonienne, Port-Maurice fait partie du royaume d'Italie sous tutelle française.
En 1815, après la chute de Napoléon, le congrès de Vienne l'attribue au roi de Sardaigne, qui est aussi comte de Nice, prince de Piémont et duc de Savoie. 

## Personnalités liées à la commune
- Gregorio de Ferrari, peintre de l'école génoise ;
- Léonard de Port-Maurice, saint catholique ;
- Giuseppe Conte, écrivain ;
- Louis Joseph Auguste Castagne, diplomate français.